# Chondranthus denudatus
Chondranthus denudatus is een zeeanemonensoort uit de familie van de Hormathiidae. De wetenschappelijke naam van de soort is voor het eerst geldig gepubliceerd in 1926 door Migot & Portmann.